# Quận Berrien, Georgia
Quận Berrien là một quận trong tiểu bang Georgia, Hoa Kỳ. Quận lỵ đóng ở thành phố Nashville 6. Theo điều tra dân số năm 2000 của Cục điều tra dân số Hoa Kỳ, quận có dân số 16.235 người 2, dân số năm 2007 ước khoảng 16.722 người.

## Địa lý
Theo Cục điều tra dân số Hoa Kỳ, quận có tổng diện tích 458 dặm vuông Anh (1.186,2 km2), trong đó có 5 dặm vuông Anh (12,9 km2) là diện tích mặt nước.

### Xa lộ
- U.S. Route 82
- U.S. Route 129
- State Route 11
- State Route 37
- State Route 76
- State Route 125
- State Route 135
- State Route 520

### Quận giáp ranh
- Quận Irwin, Georgia - bắc
- Quận Coffee, Georgia – đông bắc
- Quận Atkinson, Georgia - đông
- Quận Lanier, Georgia – đông nam
- Quận Lowndes, Georgia - nam
- Quận Cook, Georgia - tây
- Quận Tift, Georgia – tây bắc